# 6-те тисячоліття
Шосте тисячоліття — проміжок часу від 1 січня 5001 року нашої ери до 31 грудня 6000 року нашої ери.

## Астрономічні події
- В шостому тисячолітті Землю очікує 2491 сонячне затемнення.[джерело?]
- 8 січня 5001 року відбудеться перше сонячне затемнення в шостому тисячолітті.
- 15 грудня 6000 року відбудеться останнє сонячне затемнення в шостому тисячолітті.